# Vilatge de Panissars
El Vilatge de Panissars és un despoblat antic a cavall del terme municipal alt-empordanès de la Jonquera i del terme comunal del Pertús, de la comarca nord-catalana del Vallespir.
Està situat al costat nord-oest i oest del Coll de Panissars i del priorat de Santa Maria de Panissars, en un lleuger coster que forma unes terrasses on es troben les restes de les parets d'aquell vilatge.

## Història
La documentació existent mostra que l'alou de Panissars pertanyia, l'any 878, a Santa Maria d'Arles, i que en aquell moment era del terme d'Agullana. El 881 fou Carlemany qui confirmava aquesta possessió: in Aguliana, ubi dicitur Pananiares. En una butlla papal del 1011 s'esmenta per primer cop l'església de Santa Maria de Panissars, la qual, segons es llegeix en el document, havia estat fundada sota la protecció del comte de Besalú, Bernat Tallaferro, i de l'abat d'Arles.
El 1097 el lloc i el priorat passaren a ser possessió del monestir de Santa Maria de Ripoll, que hi fundà una institució que tenia funció hospitalera. Des de la formació del Regne de Mallorca, després del 1262, el monestir esdevingué lloc fronterer, paper que no abandonà ja mai més; això provocà que el lloc que ocupava el monestir passés a ser conflictiu en qualsevol contesa bèl·lica, amb pas sovintejat d'exèrcits i establiment d'aquarteraments. A finals del xvii, el monestir, l'església i el vilatge estaven abandonats, fou enderrocat el 1683, i moltes de les seves pedres van servir per aixecar el castell de Bellaguarda.

## Les restes del vilatge
En el basament occidental del monument romà, a ponent del priorat, hi ha un conjunt de petites estances que corresponen a un hàbitat medieval. Es tracta d'unes peces senzilles i molt pobres, amb murs de 60 cm de gruix que marquen unes estances rectangulars fetes amb pedra i fang. Així mateix, s'hi conserven nombrosos fragments de teules procedents de les cobertes d'aquests estances.